# Liste des maires de Loudun
Cet article dresse une liste par ordre de mandat des maires de Loudun.

## Liste des maires

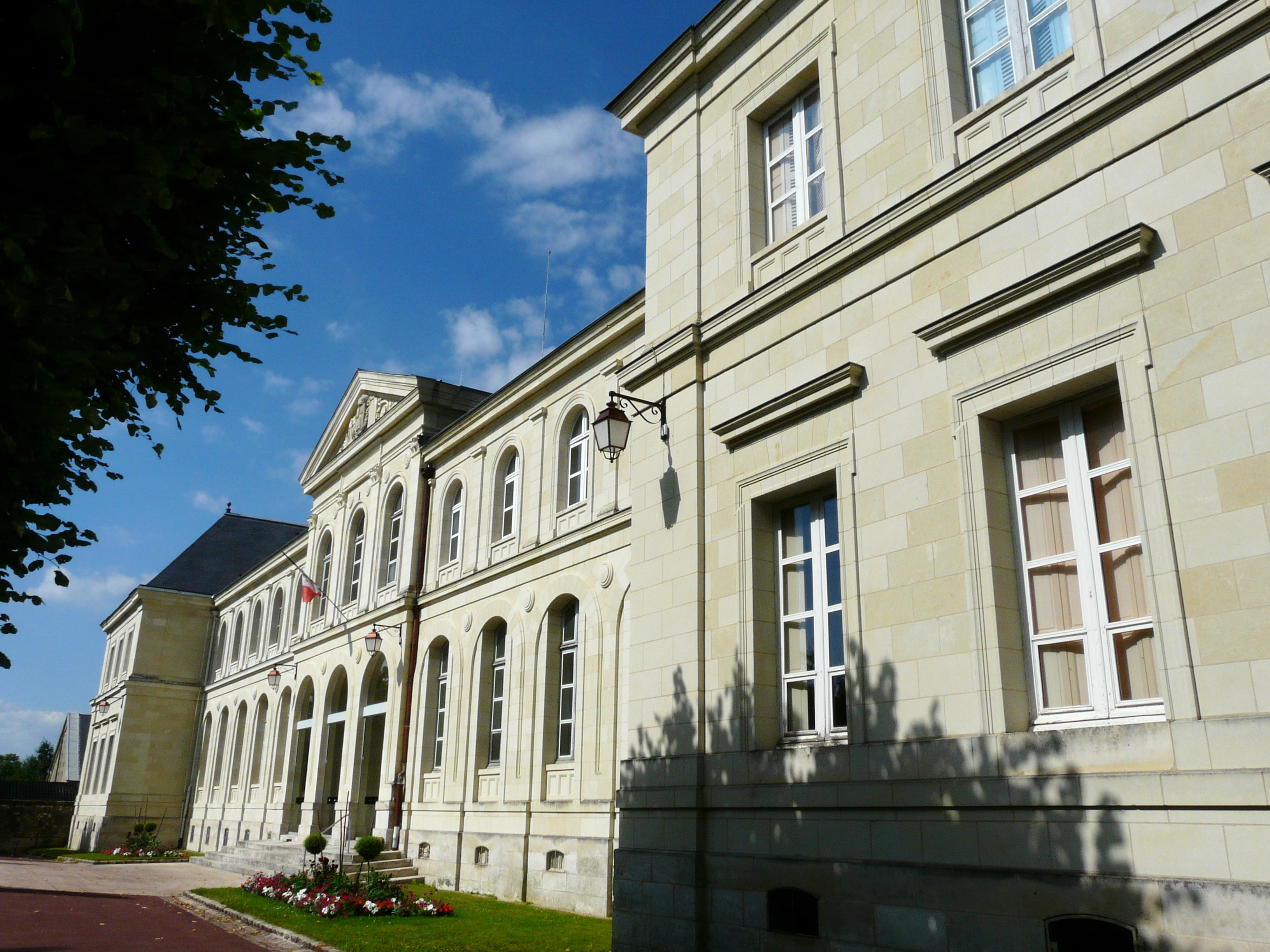
L'hôtel de ville de Loudun.

| Période                                  | Période               | Identité                                     | Étiquette                   | Qualité |
| ---------------------------------------- | --------------------- | -------------------------------------------- | --------------------------- | --- |
| 1674                                     | 1681                  | Vincent Patrix                               |                             | Écuyer, sieur de Rochemainbeuf, bailli et maire perpétuel |
| Les données manquantes sont à compléter. |                       |                                              |                             | |
| 1692                                     |                       | Nicolas Dusoul                               |                             | Sieur de Bompierre, bailli et maire perpétuel |
| 1693                                     | 1704                  | Charles Montault                             |                             | Sieur de Beaurepaire |
| 1704                                     | 1711                  | David de La Couture                          |                             | Bailli et maire perpétuel |
| 1711                                     | 1716                  | Isaac Dhuisseau                              |                             | Sieur de Champabou, maire perpétuel |
| 1717                                     | 1736                  | David de La Couture                          |                             | |
| 1736                                     |                       | Jean Aubineau                                |                             | |
| 1737                                     |                       | de Boismarteau                               |                             | Maire alternatif |
| 1743                                     |                       | Gueniveau des Challandières                  |                             | |
| 1749                                     | 1765                  | Dumoustier de Lafond                         |                             | |
| 1765                                     | 1769                  | Charles Jérôme Poirier                       |                             | Lieutenant général civil au bailliage de Loudun |
| 1769                                     | 1785                  | Jacques Dumoustier Delafond                  |                             | Avocat du roi au bailliage et subdélégué de l'Intendance |
| 1785                                     | 1789                  | Louis Martin Lemaitre                        |                             | Sieur des Faucaudries, avocat |
| 1790                                     | 1792                  | Jean Dumoustier de Vrilly                    |                             | |
| 1792                                     | 1799                  | Pierre Confex                                |                             | |
| 1799                                     | 1824                  | Pierre Confex Lachambre                      |                             | |
| 1824                                     | 1830                  | Daniel Montault                              |                             | |
| 1830                                     |                       | Georges du Petit-Thouard                     |                             | Comte |
| 1830                                     | 1837                  | Pierre-Aubin Dumoustier du Cloudis de La Rue |                             | Conseiller général du canton de Loudun (1833 → 1836) |
| 1837                                     | 1870                  | Nestor Nosereau                              | Droite                      | Conseiller général du canton de Loudun (1871 → 1874) |
| 1871                                     | 1880                  | Gustave Béguin-Desvaux                       | Droite                      | Conseiller général du canton de Loudun (1874 → 1880) |
| 1880                                     | 1896                  | Alphonse Dumereau                            |                             | |
| 1896                                     | 1903                  | Richard Cacault                              | Républicain modéré          | Conseiller général du canton de Loudun (1898 → 1904) |
| 1903                                     | 1914                  | Joseph Magé                                  | Républicain                 | Conseiller général du canton de Loudun (1904 → 1919) |
| 1914                                     | 1921                  | Charles Gallet                               |                             | |
| 1921                                     | 1928                  | Cyprien Pion                                 |                             | |
| 1929                                     | 1943                  | Marcel Aymard                                |                             | Avocat, nommé membre de la Commission administrative départementale en 1941 |
| 1943                                     | 1947                  | Jean Mannet                                  | Rad. puis DVD               | Conseiller général du canton de Loudun (1945 → 1955) |
| 11 février 1947                          | 21 mars 1959          | Marc Godrie                                  |                             | Administrateur |
| mars 1959                                | mars 1999 (démission) | René Monory                                  | CD puis UDF-CDS puis UDF-FD | Garagiste Ministre de l’Industrie, du Commerce et de l'Artisanat (1977 → 1978), de l'Économie (1978 → 1981), de l'Éducation nationale (1986 → 1988) Sénateur de la Vienne (1968 → 1977, 1981 → 1986 et 1988 → 2004) Président du Sénat (1992 → 1998) Conseiller régional de Poitou-Charentes (1973 → 1989) Président du conseil régional de Poitou-Charentes (1985 → 1986) Conseiller général du canton de Loudun (1961 → 2004) Président du conseil général de la Vienne (1977 → 2004) Suppléant du député Pierre Abelin |
| 29 mars 1999                             | mars 2001             | Jean-Pierre Fredaigue,                       | DVD                         | Ébéniste |
| mars 2001                                | mars 2008             | Jean Touret,                                 | UDF puis UMP                | Chef d'entreprise retraité Conseiller régional de Poitou-Charentes (1998 → 2004) Conseiller général du canton de Loudun (2004 → 2011) Vice-président du conseil général de la Vienne [Quand ?] Suppléant du député Jean-Pierre Abelin |
| mars 2008                                | 5 avril 2014          | Elefthérios Benas                            | DVD puis UMP                | Médecin Conseiller général du canton de Loudun (2011 → 2015) |
| 5 avril 2014                             | En cours              | Joël Dazas                                   | DVD                         | Chargé d'affaires Président de la CC du Pays loudunais (2015 → ) Suppléant du conseiller départemental Bruno Belin (2015 → ) |